# فيرغوس أندرسون
فيرغوس أندرسون (بالإنجليزية: Fergus Anderson)‏ مواليد 9 فبراير 1909 - الوفاة 6 مايو 1956 في بلجيكا، كان متسابق دراجات نارية إسكتلندي فاز ببطولة سباق الجائزة الكبرى للدراجات النارية وفاز بكأس جزيرة مان السياحية. نافس في سباقات بطولة العالم لفئة 500 سي سي ولفئة 350 سي سي ولفئة 250 سي سي ولفئة 50 سي سي. توفي إثر حادث تعرض له أثناء السباق.

## البطولات
- سباق الجائزة الكبرى للدراجات النارية 1953
- سباق الجائزة الكبرى للدراجات النارية 1954
- كأس جزيرة مان السياحية 1952
- كأس جزيرة مان السياحية 1953